# DAPI
DAPI (произносится как «DAPPY», [ˈdæpiː]), или 4',6-диамидино-2-фенилиндол, представляет собой флуоресцентный краситель, который прочно связывается с богатыми аденином и тимином областями ДНК. Он широко используется в флуоресцентной микроскопии. Поскольку DAPI может проходить через интактную клеточную мембрану, его можно использовать для окрашивания как живых, так и фиксированных клеток, хотя он менее эффективно проходит через мембрану в живых клетках и, следовательно, служит маркером жизнеспособности мембраны.

## История
DAPI был впервые синтезирован в 1971 году в лаборатории Отто Данна в рамках поиска лекарств для лечения трипаносомоза. Хотя в качестве лекарства он не увенчался успехом, дальнейшие исследования показали, что он прочно связывается с ДНК и при связывании становится более флуоресцентным. Это привело к его использованию для идентификации митохондриальной ДНК при ультрацентрифугировании в 1975 году, что стало первым зарегистрированным использованием DAPI в качестве флуоресцентного красителя ДНК.
Сильная флуоресценция при связывании с ДНК привела к быстрому внедрению DAPI для флуоресцентного окрашивания ДНК для флуоресцентной микроскопии. Его использование для обнаружения ДНК в клетках растений, метазоа и бактерий и вирусных частицах было продемонстрировано в конце 1970-х годов, а количественное окрашивание ДНК внутри клеток было продемонстрировано в 1977 году. Примерно в это же время было продемонстрировано использование DAPI в качестве красителя ДНК для проточной цитометрии.

## Флуоресцентные свойства
При связывании с двухцепочечной ДНК DAPI имеет максимум поглощения при длине волны 358 нм (ультрафиолет), а его максимум излучения находится на уровне 461 нм (синий). Поэтому для флуоресцентной микроскопии DAPI возбуждают ультрафиолетовым светом и обнаруживают через сине-голубой фильтр. Пик излучения достаточно широкий. DAPI также связывается с РНК, хотя и не так сильно флуоресцирует. Его эмиссия приближается к 500 нм при связывании с РНК.
Голубое излучение DAPI удобно для микроскопистов, которые хотят использовать несколько флуоресцентных красителей в одном образце. Существует некоторое перекрытие флуоресценции между DAPI и зелеными флуоресцентными молекулами, такими как флуоресцеин и зеленый флуоресцентный белок (GFP), но эффект от этого невелик. Использование спектрального разделения может объяснить этот эффект, если требуется чрезвычайно точный анализ изображения.
Помимо аналитической флуоресцентной световой микроскопии DAPI также популярен для мечения клеточных культур для обнаружения ДНК загрязняющих микоплазм или вирусов . Меченые частицы микоплазмы или вируса в питательной среде флуоресцируют после окрашивания DAPI, что облегчает их обнаружение.

## Моделирование абсорбционных и флуоресцентных свойств
Этот флуоресцентный зонд ДНК был эффективно смоделирован с использованием зависящей от времени теории функционала плотности в сочетании с версией IEF модели поляризуемого континуума. Это квантово-механическое моделирование рационализировало поведение поглощения и флуоресценции, обусловленное связыванием малой бороздки и интеркаляцией в кармане ДНК, с точки зрения снижения структурной гибкости и поляризации.

## Живые клетки и токсичность
DAPI можно использовать для окрашивания фиксированных клеток. Концентрация DAPI, необходимая для окрашивания живых клеток, обычно очень высока; он редко используется для живых клеток. Он помечен как нетоксичный в своем паспорте безопасности, и хотя не было показано, что он обладает мутагенным действием по отношению к E. coli, он помечен как известный мутаген в информации производителя. Поскольку это небольшое ДНК-связывающее соединение, оно может оказывать некоторые канцерогенные эффекты, и следует соблюдать осторожность при обращении с ним и его утилизации.

## Альтернативы
Краски Хехста похожи на DAPI в том, что они также представляют собой синие флуоресцентные пятна ДНК, совместимые как с живыми, так и с фиксированными клетками, а также видимые с использованием тех же настроек фильтра оборудования, что и для DAPI.